# Gerd Priebe
Gerd Priebe (* 20. října 1958) je německý architekt. Spolu s partnery působí pod značkou GPAC – Gerd Priebe Architects & Consultants.
Mezi jeho díla patří i vsazení ultra-moderní budovy do historické budovy Kutcherhouse, tzv. "home-in-home", v německých Drážďanech a celosvětový unikát Pavillon vzniknuvší z tenké betonové konstrukce.

## Život
Dědeček Gerda Priebeho byl mistrem stavebnictví.[kde?][zdroj⁠?!] Jeho vytrvalá a přesná práce fascinovala jeho vnuka a naplnila ho nadšením. Svojí laskavostí a pečlivostí předal dědeček Gerdu Priebemu úctu k přesnému provedení všech řemesel. Také podporoval jeho zvědavost v raném věku s cílem, aby se dále věnoval tesařině a v budoucnosti se z něj stal architekt. Během studií ve Wuppertalu jeho touha po znalostech vedla Gerda k Erichu Schneiderovi – Wesslingovi a Gottfriedu Böhmovi. Po dokončení studií ve Wuppertalu, jakožto absolvent architektury, pokračoval Gerd Priebe u Joachima Schürmanna a Oswalda Matthiase Ungerse. Zde se naučil ocenit význam prostoru, proporcí, světla, plasticity a funkcí.
Gerdovým hlavním vzorem se však stal Richard Meier, kterého poznal během studia. Absolvoval studijní cesty do Francie, Turecka a Itálie. Gerd Priebe taktéž navštívil Richarda Meiera v New Yorku. V roce 1991 se vrátil do Německa a začal pracovat pro maďarského architekta Pala Dévényho po dobu čtyř let. Během této doby navštívil Drážďany. Uběhly další tři roky, po nichž se přestěhoval do Drážďan a založil společnost Priebe Architektur. Jeho kancelář architektů se od té doby podílela na řadě národních i mezinárodních architektonických soutěží a v současnosti se může pyšnit řadou významných klientů.
Pracuje v kanceláři na Bautzner Strasse 76 v Drážďanech.

## Dílo
- Kutscherhouse, Drážďany, Německo
- Pavillon, Drážďany, Německo
- La grande Mosquéed, Alžírsko
- Technologické centrum, Paříž
- Kostel, Norsko
- IT centrum, Bautzen, Německo
- Centrum pro děti a mládež, Německo
- Nemocnice, Neustadt – Drážďany, Německo
- Komplex pro bydlení a vyžití, Abu Dhabi
- Fotbalový stadion, Alžírsko
- Kancelářská budova společnosti Saegeling Medizintechnik, Heidenau, Německo
- Renovace radnice v Burgu, Německo
- Vila West, Kolín, Německo
- Zahradní dům
- Obytný dům, Drážďany, Německo
- Komplex obytných domů, Kolín, Německo
- SILS-CENTER, Gliwice, Polsko
- Opel autohaus
- Museum Neanderthal, Mettmann, Německo

aj.

## Gerd Priebe a design nábytku
- SP – ONE – stůl do interiéru
- SP – BOA – závěsné skříně
- SP – TWO – konferenční stolek